# 浪隆沟墓地
浪隆沟墓地，位于中国青海省化隆县扎巴乡浪隆沟村，为青海省市县级文物保护单位，公布日期为1987年9月10日，类型为古墓葬。
浪隆沟墓地的历史年代为青铜时代。